# Corinne Day
Corinne Day (19. února 1962 Londýn – 27. srpna 2010) byla britská fotografka. Vyrůstala u prarodičů v londýnském předměstí Ickenham. Ve svých šestnácti letech ukončila školu a začala pracovat v bance; později pracovala jako mezinárodní kurýr. V roce 1987 se začala věnovat fotografování. Věnovala se převážně módní fotografii. Rovněž je autorkou fotografie na obalu hudebního alba Play hudebníka Mobyho. Zemřela ve svých osmačtyřiceti letech na nádor na mozku.